# Hideaki Nitani
Hideaki Nitani (二谷英明, Nitani Hideaki), né le 28 janvier 1930 et mort le 7 janvier 2012, est un acteur japonais.

## Biographie
Au début des années 1950 Hideaki Nitani abandonne ses études à l'université Dōshisha pour travailler comme présentateur à la Nagasaki Broadcasting Company (ja) avant de commencer sa carrière d'acteur à la Nikkatsu en 1956,. Il apparait le plus souvent dans des films d'action notamment sous la direction de Seijun Suzuki et de Toshio Masuda. Il quitte la Nikkatsu en 1971 et poursuit sa carrière d'acteur principalement à la télévision.
Il s'est marié à l'actrice Yumi Shirakawa en 1964, leur fille Yurie Nitani est aussi actrice.
Hideaki Nitani meurt le 7 janvier 2012 dans l'arrondissement de Shinjuku à Tokyo des suites d'une pneumonie,.
Il a tourné dans près de 150 films entre 1956 et 1989.

## Filmographie partielle

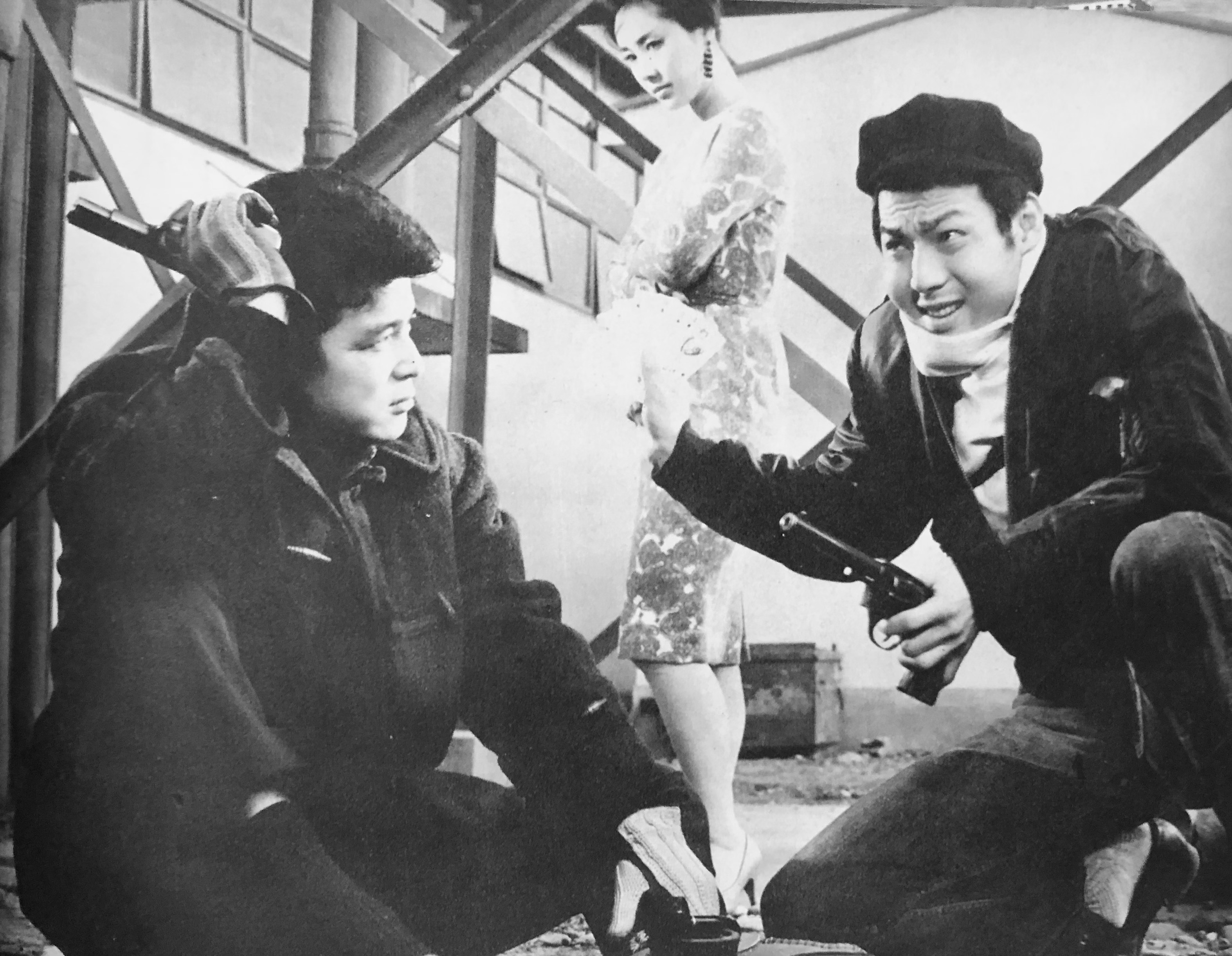
Hideaki Nitani et Joe Shishido dans Profession vaurien (1961).

### Cinéma
- 1956 : Okinawa no tami (沖縄の民?) de Takumi Furukawa
- 1957 : L'Auberge des herbes flottantes (浮草の宿, Ukigusa no yado?) de Seijun Suzuki
- 1957 : Le Dernier assaut (最後の突撃, Saigo no totsugeki?) de Yutaka Abe : le Lieutenant Toda
- 1957 : La Terreur des 8 heures (８時間の恐怖, Hachijikan no kyōfu?) de Seijun Suzuki : Ryoji Aoki
- 1957 : Chronique du soleil à la fin de l'ère Edo (幕末太陽伝, Bakumatsu taiyōden?) de Yūzō Kawashima : Monta Shiji
- 1957 : Tentations (誘惑, Yūwaku?) de Kō Nakahira : Shigeo Togoshi
- 1957 : J'attends (俺は待ってるぜ, Ore wa matteruze?) de Koreyoshi Kurahara : Shibata
- 1957 : La Femme nue et le Pistolet (裸女と拳銃, Rajo to kenjū?) de Seijun Suzuki : Yūji Sugawa
- 1958 : Kokoro to nikutai no tabi (心と肉体の旅?) de Toshio Masuda
- 1958 : Shundeini (春泥尼?) de Yutaka Abe : Izumida
- 1958 : La Beauté des bas fonds (暗黒街の美女, Ankokugai no Bijo?) de Seijun Suzuki : l'inspecteur Watanabe
- 1958 : Haneda hatsu 7 ji 50 pun (羽田発７時５０分?) de Toshio Masuda : Tōru Segawa
- 1958 : Le printemps a manqué son pas (踏みはずした春, Fumihazushita haru?) de Seijun Suzuki : Eijirō Yamada
- 1958 : Chanchiki okesa (チャンチキおけさ?) d'Isamu Kosugi : Tahei Tadokoro
- 1958 : Les Seins bleus (青い乳房, Aoi chibusa?) de Seijun Suzuki
- 1958 : Akai hatoba (赤い波止場?) de Toshio Masuda : Katsumata
- 1958 : La Voix sans ombre (影なき声, Kagenaki koe?) de Seijun Suzuki : Hiroshi Ishikawa
- 1958 : Les Ailes rouges (紅の翼, Kurenai no tsubasa?) de Kō Nakahira
- 1959 : Otoko ga bakuhatsu suru (男が爆発する?) de Toshio Masuda
- 1959 : Sekai o kakeru koi (世界を賭ける恋?) d'Eisuke Takizawa : Minoru Muraoka
- 1959 : Mon deuxième frère (にあんちゃん, Nianchan?) de Shōhei Imamura
- 1960 : La Loi pleine de blessures (傷だらけの掟, Kizū darakē no ōkite?) de Yutaka Abe
- 1960 : Yakuza no uta (やくざの詩?) de Toshio Masuda : Ichirō Aikawa
- 1960 : Otoko no ikari o buchimakero (男の怒りをぶちまけろ?) d'Akinori Matsuo
- 1960 : Kenka Tarō (喧嘩太郎?) de Toshio Masuda : Mimura
- 1960 : Tōgyū ni kakeru otoko (闘牛に賭ける男?) de Toshio Masuda : Ryōji Etō
- 1961 : Rokudenashi yarō (ろくでなし野郎?) d'Akinori Matsuo : Gontarō Saeki
- 1961 : Profession vaurien (ろくでなし稼業, Rokudenashi kagyo?) de Buichi Saitō : Keisuke Kuroda
- 1961 : L'Homme à la mitraillette (散弾銃の男, Sandanju no otoko?) de Seijun Suzuki
- 1961 : Tsuiseki (追跡?) de Katsumi Nishikawa
- 1961 : Yajū no mon (野獣の門?) de Takumi Furukawa : Gorō Kaminaga
- 1961 : Ankokugai no shizukana otoko (暗黒街の静かな男?) de Toshio Masuda
- 1962 : Sugata naki tsuisekisha (姿なき追跡者?) de Takumi Furukawa
- 1962 : Zerosen kurokumo ikka (零戦黒雲一家?) de Toshio Masuda
- 1963 : Aoi sanmyaku (青い山脈?) de Katsumi Nishikawa
- 1964 : Le Mouchoir rouge (赤いハンカチ, Akai hankachi?) de Toshio Masuda
- 1965 : Gendai akutō jingi (現代悪党仁義?) de Kō Nakahira
- 1965 : L'Archipel du Japon (日本列島, Nihon rettō?) de Kei Kumai : Harashima
- 1965 : The Cat Gambler (賭場の牝猫, Toba no mesuneko?) de Haruyasu Noguchi : Shōji Itō
- 1965 : Woman Gambler (賭場の牝猫 素肌の壺振り, Toba no mesuneko: Suhada no tsubofuri?) de Haruyasu Noguchi : Seiji Asano / Shōji Itō
- 1966 : Le Joueur en noir, le coup du diable (黒い賭博師 悪魔の左手, Kuroi tobakushi: Akuma no hidarite?) de Kō Nakahira
- 1966 : Le Vagabond de Tokyo (東京流れ者, Tōkyō nagaremono?) de Seijun Suzuki : Kenji Aizawa
- 1966 : Tomo o okuru uta (友を送る歌?) de Katsumi Nishikawa : Tōru Tayama
- 1966 : Asia-Pol (アジア秘密警察, Ajia himitsu keisatsu?) d'Akinori Matsuo
- 1967 : Fujimi na aitsu (不死身なあいつ?) de Buichi Saitō
- 1967 : Hoshiyo nagekuna: Shōri no otoko (星よ嘆くな 勝利の男?) de Toshio Masuda
- 1967 : Minagoroshi no kenjū (みな殺しの拳銃?) de Yasuharu Hasebe : Shirasaka
- 1967 : Kimi wa koibito (君は恋人?) de Buichi Saitō : Dr. Nitani
- 1968 : Daikanbu: Burai (大幹部 無頼?) de Keiichi Ozawa : Kosuke Asami
- 1968 : Ā himeyuri no tō (あゝひめゆりの塔?) de Toshio Masuda : Hideo Akina
- 1968 : Shima wa moratta (縄張はもらった?) de Yasuharu Hasebe
- 1969 : Arashi no yūshatachi (嵐の勇者たち?) de Toshio Masuda
- 1970 : La Guerre et les Hommes I (戦争と人間 第一部 運命の序曲, Sensō to nigen?) de Satsuo Yamamoto : Yatsugi
- 1972 : Gyangu tai gyangu: Aka to kuro no burusu (ギャング対ギャング 赤と黒のブルース?) de Jun'ya Satō
- 1973 : La Submersion du Japon (日本沈没, Nihon chinbotsu?) de Shirō Moritani : Dr. Nakata
- 1974 : Une famille splendide (華麗なる一族, Karei naru ichizoku?) de Satsuo Yamamoto : Shoichi Migumo
- 1986 : Katayoku dake no tenshi (片翼だけの天使?) de Toshio Masuda
- 1989 : Sakura no ki no shita de (桜の樹の下で?) de Ryūichi Takamori : Asakura

### Télévision
- 1977 - 1987 : Tokusō saizensen (特捜最前線?) : Kyosuke Kamishiro